# Francesco Marmaggi
Francesco Marmaggi (n. 31 august 1876, Roma, Regatul Italiei – d. 3 noiembrie 1949, Roma, Italia) a fost un cardinal al Bisericii Romano-Catolice, care a servit ca prefect al Congregației pentru Cler și, anterior, ca nunțiu apostolic în România, Cehoslovacia și Polonia, precum și ca emisar special pentru Turcia.

## Biografie

### Începutul carierei
Marmaggi s-a născut la Roma în perioada formării Regatului Italiei. El a fost instruit la Seminarul Pontifical Roman  din oraș, obținând un doctorat în filozofie și teologie.
Marmaggi a fost ordonat preot la Roma pe 14 aprilie 1900 și după aceea a activat în plan pastoral în cadrul Diecezei de Roma, precum și ca profesor la Ateneul Ateneul Pontifical Roman Sant'Apollinare, funcționar al Tribunalului Penitențiariei Apostolice (1900-1904). A fost membru al Congregației pentru Afaceri Ecleziastice Extraordinare (1904-1917), devenind la 27 ianuarie 1917 subsecretar al congregației sus-numite. El a fost numit camerier secret al Sanctității Sale de către papa Pius al X-lea pe 15 noiembrie 1907 și reconfirmat pe 7 septembrie 1914 de către succesorul acestuia, papa Benedict al XV-lea. Marmaggi a fost ridicat la rangul de prelat domestic al Sanctității Sale pe 2 iunie 1915.

### Nunțiu apostolic
Papa Benedict al XV-lea l-a numit arhiepiscop titular de Hadrianopolis in Haemimonto (denumirea latină a orașului Edirne) pe 30 august 1920 și apoi, pe 1 septembrie 1920, ca primul nunțiu apostolic în Regatul României. Numirea a urmat după o lungă perioadă de negocieri între România și Sfântul Scaun și a fost precedată de numirea lui Dimitrie Pennescu ca primul ambasador al României la Sfântul Scaun (vezi Biserica Romano-Catolică din România). El a fost consacrat ca episcop în Bazilica Santa Maria in Trastevere din Roma pe 26 septembrie 1920 de către cardinalul Pietro Gasparri, secretarul de stat al Vaticanului, asistat de arhiepiscopul Bonaventura Cerretti, secretar al Congregației pentru Afaceri Ecleziastice Extraordinare, și de arhiepiscopul Lorenzo Schioppa, nunțiu apostolic în Ungaria. Luigi Maglione, nunțiul apostolic în Elveția, a fost consacrat în aceeași ceremonie. Marmaggi a fost reprezentantul papei la încoronarea în 1922 a lui Ferdinand I ca rege al României Mari, ceremonie care a avut loc la Alba Iulia. 
El a fost numit trimis extraordinar în Turcia, după Războiul Greco-Turc. Această misiune a fost o dovadă a deciziei papei Pius al XI-lea de a întări relațiile diplomatice ale Sfântului Scaun, o politică schițată în enciclica Pacem, Dei Munus Pulcherrimum ce intenționa protejarea credincioșilor catolici din Orientul Mijlociu. În același timp, papa Pius l-a trimis, de asemenea, pe arhiepiscopul Celso Constantini ca delegat apostolic în China pentru a stabili relații cu guvernul Beiyang.
Marmaggi a fost transferat ca nunțiu apostolic în Prima Republică Cehoslovacă pe 30 mai 1923, dar, cinci ani mai târziu, pe 13 februarie 1928, el a fost rechemat la Roma ca o formă de protest. Acest lucru a fost urmarea mai multor neînțelegeri survenite între autoritățile celor două părți, stârnite de hotărârea Cehoslovaciei de a continua celebrarea Den upálení mistra Jana Husa, un festival în onoarea reformatorului religios ceh din secolul al XV-lea Jan Hus, care a influențat dogma protestantă și a fost ars pe rug ca eretic.
În urma acestui conflict, nunțiul a părăsit Praga pe 6 iulie 1925 și s-a întors la Roma, după ce le-a cerut în mod repetat președintelui Tomáš Masaryk, primului ministru Antonín Švehla și ministrului de externe Edvard Beneš să nu participe la ceremonii, întrucât fusese anunțată intenția celor trei oficiali de a lua parte la festival, în calitate de persoane private. Protestul lui Marmaggi a fost susținut de Partidul Poporului, de orientare catolică, care l-a critica public pe președintele Masaryk. Relațiile Cehoslovaciei cu Vaticanul au trecut printr-o perioadă de criză, iar ambasadorul Cehoslovaciei la Roma a fost rechemat în țară; ambele ambasade au continuat să funcționeze, fiind conduse de însărcinați cu afaceri. Nunțiul Marmaggi nu s-a mai întors la Praga, el rămânând formal în funcție, iar Vaticanul a purtat negocieri cu guvernul cehoslovac pentru normalizarea situației, încheindu-se un nou acord pe 20 ianuarie 1928.

### Cardinal și prefect

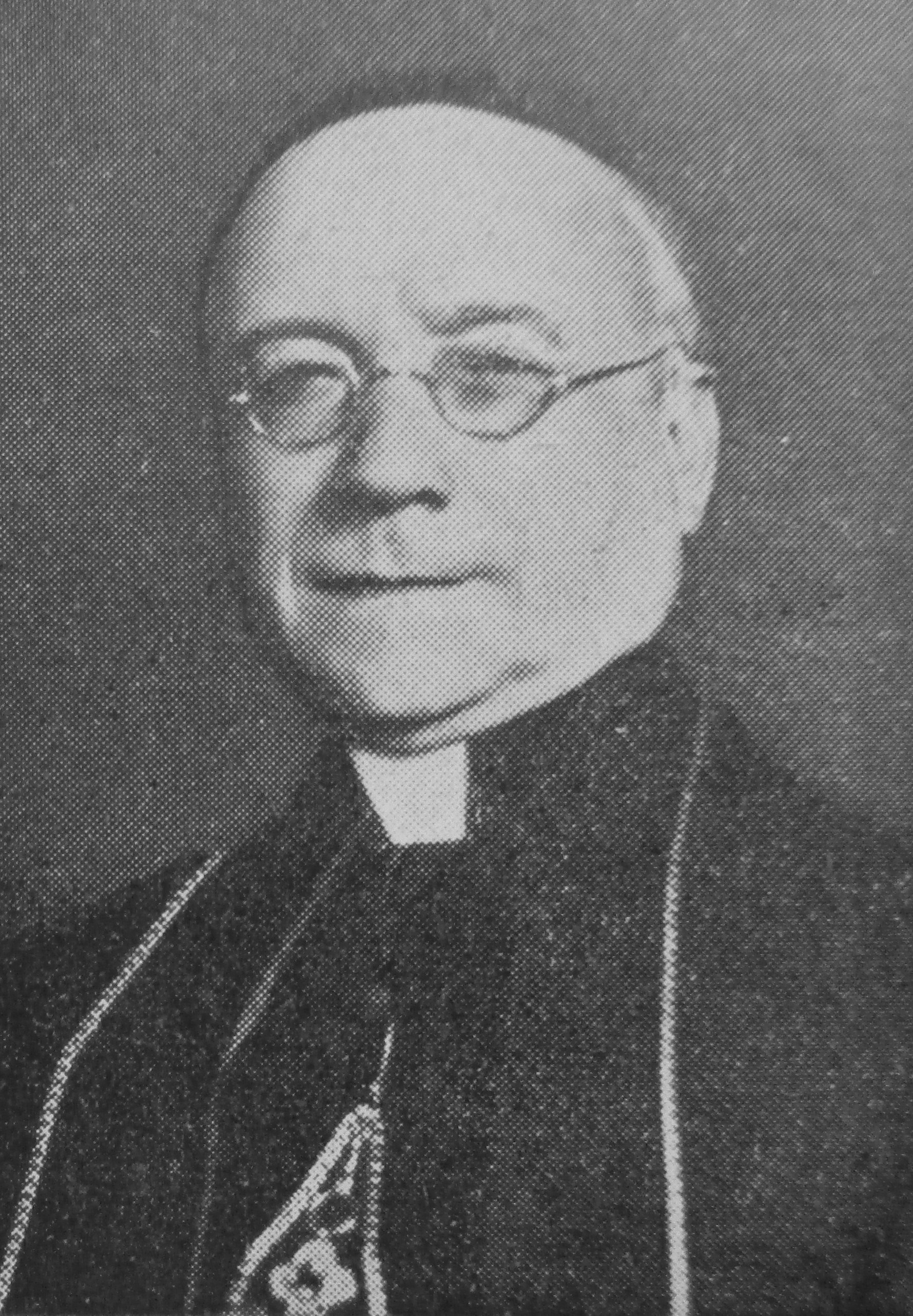
Cardinalul Marmaggi (1939)

Marmaggi a îndeplinit apoi funcția de nunțiu apostolic în Polonia din 13 februarie 1928 până când a fost făcut cardinal-preot de Santa Cecilia in Trastevere în consistoriul din 16 decembrie 1935 de către Pius al XI-lea. Doi ani mai târziu, alături de cardinalii Maglione, Pietro Boetto, Nicola Canali, Mario Nasalli Rocca di Corneliano, Alberto di Jorio, Giovanni Mercati, Raffaele Rossi, Carlo Salotti, Federico Tedeschini și Eugène-Gabriel-Gervais-Laurent Tisserant, a făcut parte dintr-o comisie papală pentru analizarea situației create de Războiul Civil Spaniol și a implicațiilor acestui conflict asupra clerului romano-catolic din Spania. Potrivit istoricului Vicente Cárcel Ortí, această comisie a fost înființată ca urmare a îngrijorărilor manifestate de papa Pius cu privire la hotărârea liderului naționalist Francisco Franco de a anula reformele republicane (într-o perioadă în care teritoriul controlat de forțele naționaliste era mult mai mică decât teritoriul controlat de forțele republicane).
Cardinalul Marmaggi a participat, de asemenea, la conclavul din 1939 care l-a ales pe papa Pius al XII-lea. El a părăsit Polonia în martie 1939, când a fost numit (pe 14 martie) în funcția de prefect al Congregației pentru Cler, pe care a îndeplinit-o până la moartea sa. Potrivit surselor, el l-a vrut ca succesor pe Angelo Giuseppe Roncalli, delegatul apostolic în Turcia și Grecia și viitorul Papă Ioan al XXIII-lea, dar cererea sa a rămas fără răspuns. El a activat, de asemenea, pe post de camerlengo în perioada 10 martie 1947 - 21 iunie 1948.
A murit la Roma pe 3 noiembrie 1949, în urma unui atac de cord, și a fost înmormântat într-o capelă a surorilor poloneze din cimitirul Campo Verano după o ceremonie funerară oficiată pe 7 noiembrie de Józef Gawlina, fost episcop al Ordinariatului Militar al Poloniei. Rămășițele sale pământești au fost transferate, la o dată ulterioară, în basilica Santa Cecilia in Trastevere. O stradă din Roma a fost numită în onoarea lui (Via Cardinale Marmaggi).